# Lễ cưới Landshut

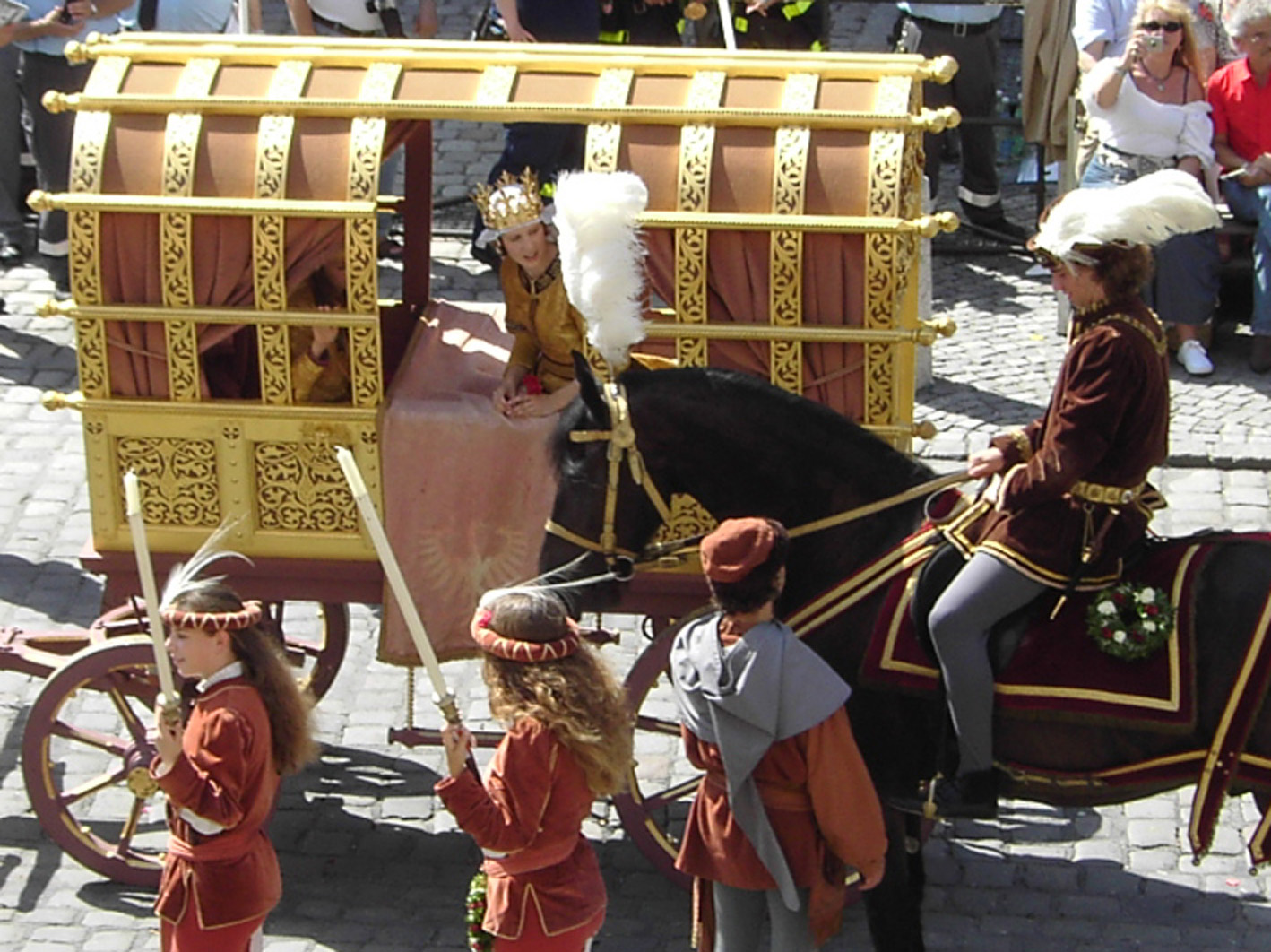
Cô dâu, bên phải cưỡi ngựa là công tước Georg

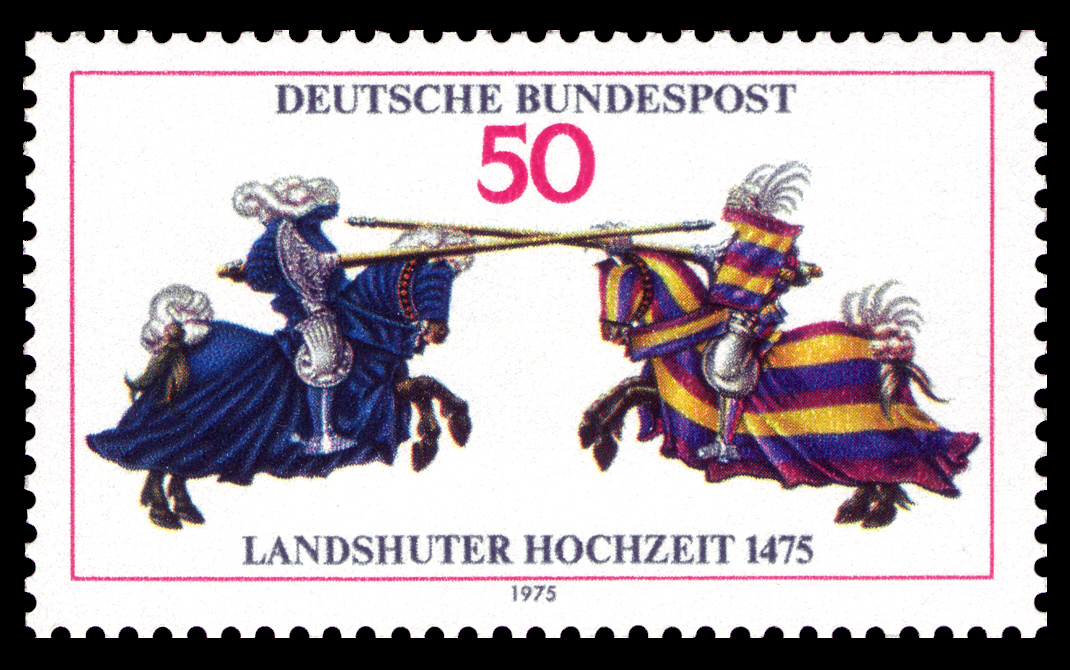
500 năm Hôn lễ Landshut: Tem 1975 của Bưu điện Đức

Lễ cưới Landshut là một lễ hội lịch sử kéo dài vài tuần, hiện đang được tổ chức bốn năm một lần vào mùa hè ở Landshut, lần cuối cùng từ ngày 30 tháng 6 đến ngày 24 tháng 7 năm 2017. Nó được tổ chức để ăn mừng hôn lễ ở Landshut năm 1475 của Công tước George người Giàu có (Georg der Reiche) với Hedwig Jagiellonica, con gái của vua Ba Lan Casimir IV Andreas.

## Đám cưới lịch sử
Cuộc hôn nhân giữa George và Hedwig đóng một vai trò rất quan trọng về mặt chính trị, bởi vì sự kết nối giữa 2 nhà quý tộc được xem như là một liên minh mạnh mẽ chống lại quyền lực của Ottoman. Hôn lễ được tiến hành trong năm 1474 sau các cuộc hội đàm sâu rộng giữa 2 vương tộc, cuộc hôn nhân đã được các sứ thần đàm phán tại Krakow.
Cô dâu Hedwig 18 tuổi được đón rước vào mùa thu năm sau. Nó kéo dài hai tháng và đi qua các tuyến thương mại vào thời đó kém phát triển, bao gồm trong số đó Berlin, Wittenberg, Leipzig, Altenburg, Zwickau, Oelsnitz/Vogtl. và vì thay đổi kế hoạch hành trình, thay vì đi qua Eger và Regensburg, nó đi vòng tới Nürnberg trước khi Hedwig đến Landshut cùng với người dẫn dâu Otto II von Neumarkt. Nơi đây, cô dâu được các hoàng tử và các giám mục từ xa tới đón nhận nhiệt tình. Tuyển hầu tước Brandenburg, Albrecht Achilles, so sánh đám cưới với một mệnh trời vì "lợi ích của Ki Tô giáo và đế chế".
Cô dâu và chú rể được Đức Tổng Giám mục Salzburg Bernhard von Rohr làm lễ tại nhà thờ giáo xứ của Thánh Martin oai nghiêm. Sau đó, đoàn đám cưới đi qua phố cổ đến tòa thị chính. Ở đó Hoàng đế Frederick III đã đích thân đưa cô dâu vào buổi dạ vũ hôn lễ. Theo tường thuật, có đến 10.000 khách mời tham dự buổi lễ này, đã uống, nhảy múa và liên hoan với cuộc thi chiến đấu của các hiệp sĩ cưỡi ngưa.
Các lễ kỷ niệm nhiều ngày, mất nhiều công sức đã được các nhà chép sử ghi chép rất chi tiết. Trong thời kỳ tự hào quốc gia được đánh thức lại ở Đế chế Đức, hội trường lộng lẫy của tòa thị sảnh Landshut được sửa sang lại năm 1880; Các nghệ sĩ München vẽ các bức tường với những cảnh từ lễ cưới Landshut vào năm 1475. Những chủ đề này được người dân ưa thích và đưa họ đến ý tưởng, trình diễn lại các sự kiện lịch sử. Với mục đích này, năm 1902, hiệp hội Die Förderer e. V. được thành lập, và họ trình diễn đoàn rước dâu lần đầu tiên ở nơi công cộng một năm sau đó.

## Lễ hội lịch sử ngày nay
Sau khi đám cưới được 145 người tham gia trình diễn lần đầu tiên vào năm 1903 và vào năm 1905, một "lễ hội để giới thiệu về sự kiện đám cưới lịch sử" được Georg Schaumberg dàn dựng, đám rước này ngày nay trở thành một vở kịch tài liệu lịch sử, trong đó nhiều người dân thành phố tham dự, với khoảng hơn 2000 người ăn mặc trang phục lịch sử của nhiều địa vị khác nhau.
Từ năm 1903 đến năm 1914 và từ năm 1922 đến năm 1938, lễ hội diễn ra hàng năm, từ năm 1950 đến năm 1968 và từ năm 1975 đến năm 1981 cứ ba năm một lần. Đám cưới Landshut được tổ chức 4 năm một lần kể từ năm 1985. Lễ hội kỷ niệm đã bị hủy bỏ trong hai cuộc chiến tranh thế giới, cũng như vào năm 1971 và 1974, sau trận hỏa hoạn năm 1970 đã phá hủy nhiều đồ đạc và năm sau, một vụ vỡ ống nước đã làm hỏng hầu hết các trang phục. Vào năm 2021, nó đã bị hủy bỏ do đại dịch covid và bị hoãn lại đến năm 2023.
Nổi bật nhất là ngày Chủ nhật khi đám rước đám cưới với người dân mặc trang phục cổ truyền thời đó đi qua khu phố cổ Landshut. Các sự kiện khác thể hiện buổi ăn mừng trong trại, các trò chơi cưỡi ngựa và hiệp sĩ hoặc "Mummenschanz", diễn ra ở nơi gọi là "Zehrplatz". Các lễ kỷ niệm được hiệp hội Die Förderer e. V. tổ chức từ ban đầu cho tới ngày nay, với số thành viên đã tăng lên hơn 7.000 người . Khoảng 2.300 người biểu diễn là người dân ở Landshut, những người thích thú với việc trình diễn đám cưới trong trang phục lịch sử đích thực - ví dụ: theo truyền thống, nam và nữ biểu diễn sẽ để tóc dài, như dưới thời trung cổ, cho đến khi sự kiện diễn ra.

## Hình ảnh ngày lễ hội

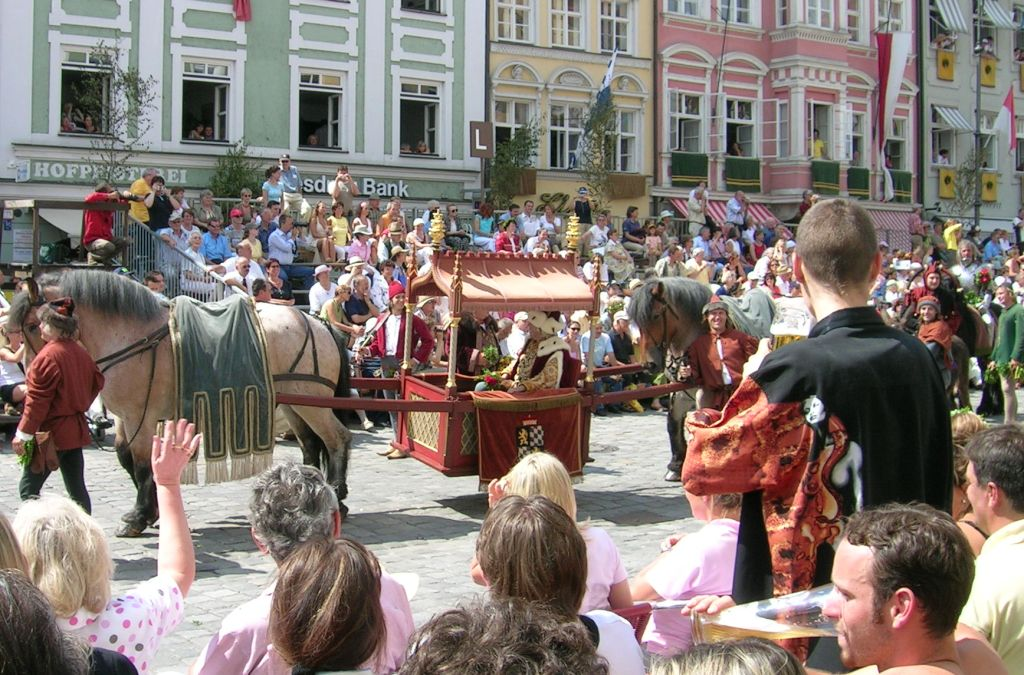
Ludwig Người giàu có, cha chú rể và người tổ chức lễ cưới
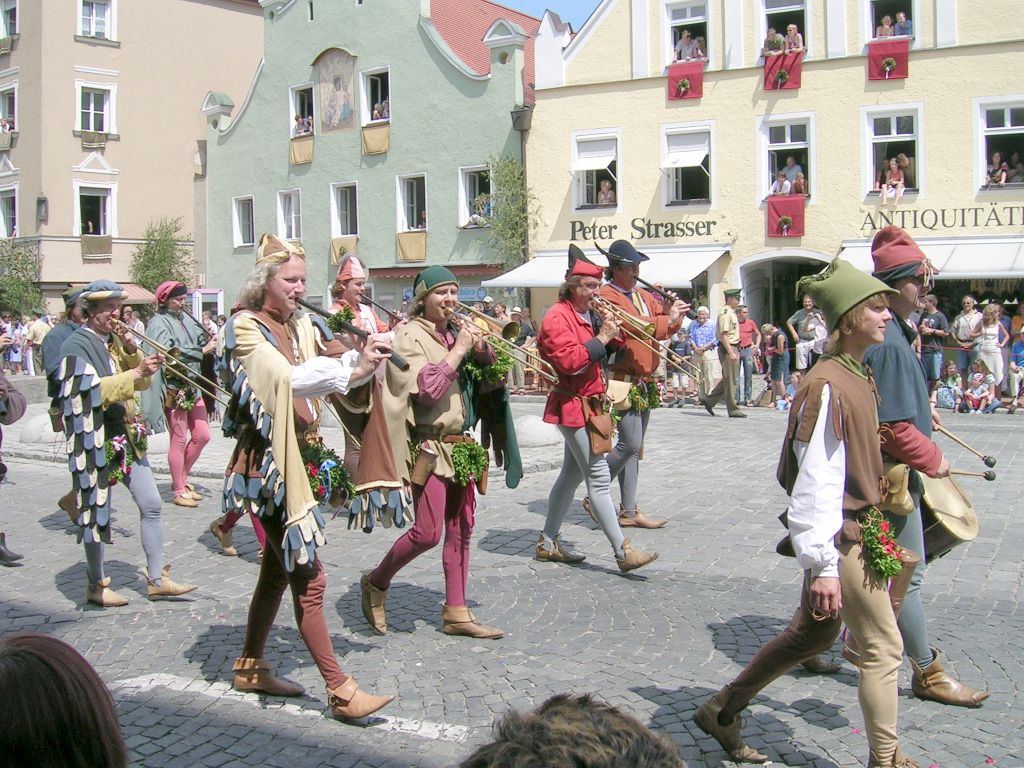
Nhạc sĩ với nhạc cụ cổ truyền
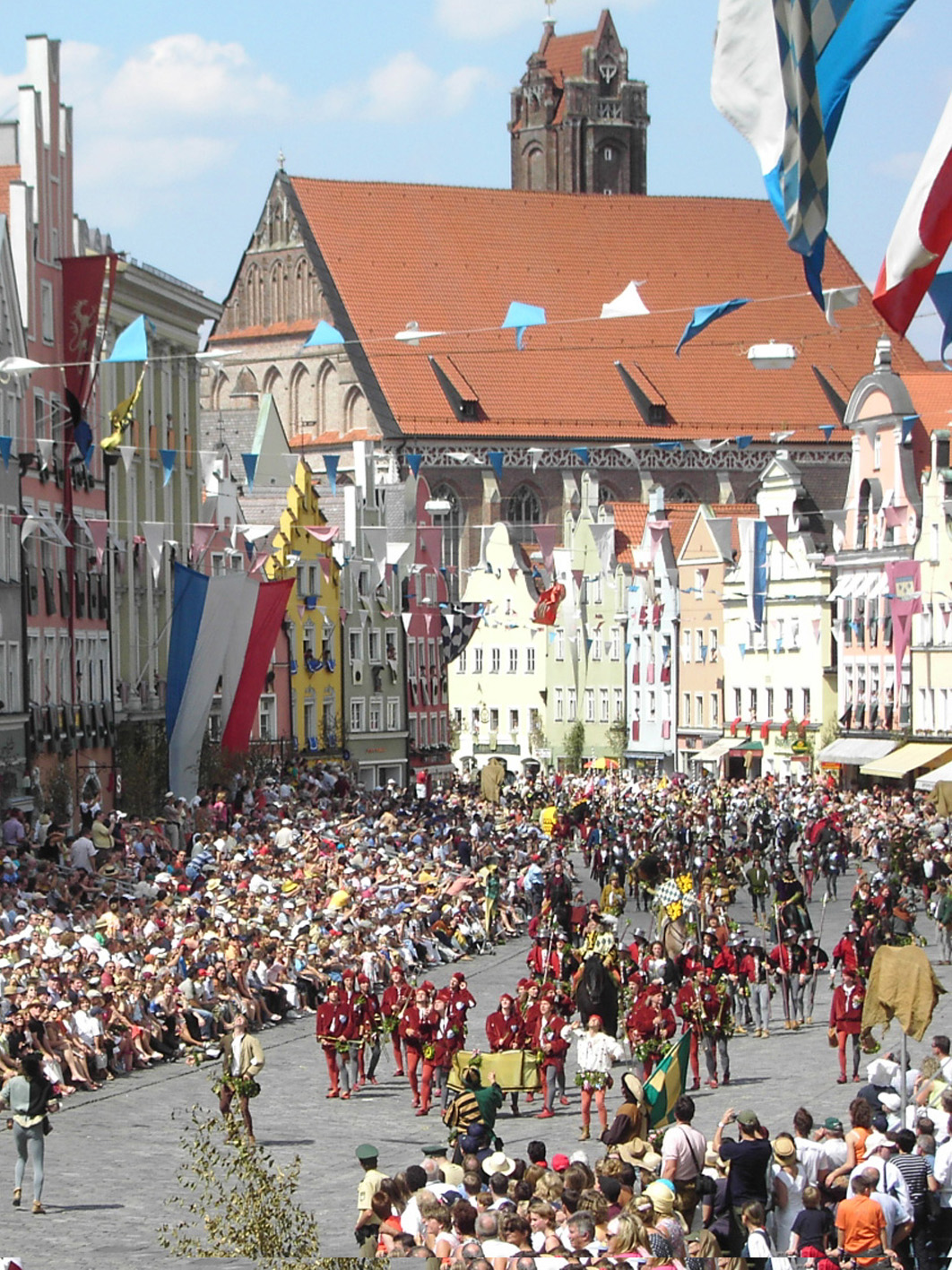
Đám rước
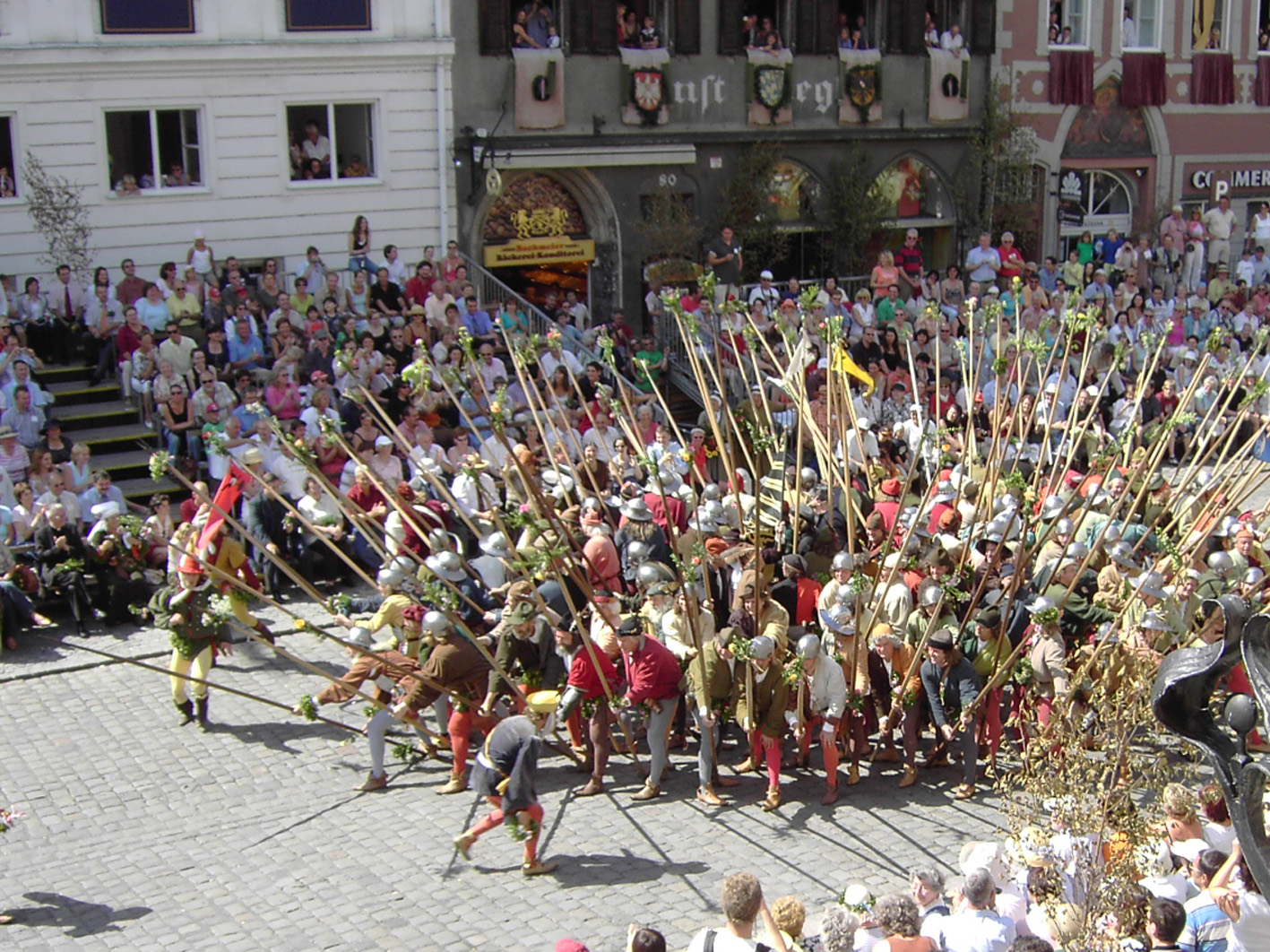
Lính đánh mướn hợp thành một thế phòng thủ